# Крустпилсский район
Крустпилсский район (латыш. Krustpils rajons) — бывший административный район Латвийской ССР.

## История
Крустпилсский район был образован Указом Президиума Верховного Совета Латвийской ССР от 31 декабря 1949 года.
Граничил с Плявиньским, Мадонским, Прейльским, Ливанским и Екабпилсским районами.
Район состоял из города Крустпилс, Аташиенского, Вариешского, Випского, Крустпилсского, Кукского, Медиенского, Межарского, Метриенского, Савиенского, Эзериешского сельских советов. Районным центром был город Крустпилс.
С 7 апреля 1952 года по 21 апреля 1953 года входил в состав Даугавпилсской области. 11 ноября 1959 года к Крустпилсскому району были присоединены части территорий упразднённых Ливанского и Плявиньского районов. Ликвидирован 17 апреля 1962 года, а его территория передана в Екабпилсский район..
Расстояние от Риги по железной дороге составляло 129 км. Ближайшей железнодорожной станцией была Крустпилс, находившаяся в 3 км от районного центра.